# 生駒市立光明中学校
生駒市立光明中学校（いこましりつ こうみょうちゅうがっこう）は、奈良県生駒市小明町にある公立中学校。

## 沿革
- 1983年（昭和58年）4月1日 - 開校。

## 通学区域
- 生駒台南、生駒台北、新生駒台、南田原町、北田原町、松美台、小明町、西白庭台1丁目、西白庭台2丁目、西白庭台3丁目[1]

## 通学区域が隣接している学校
- 生駒市立生駒北中学校
- 生駒市立上中学校
- 奈良市立二名中学校
- 生駒市立生駒中学校
- （大阪府）四條畷市立田原中学校
- （大阪府）交野市立第四中学校